# Aéroport international de São Paulo/Guarulhos
Pour les articles homonymes, voir Guarulhos (homonymie) et GRU.
L'aéroport international de São Paulo/Guarulhos – Governador André Franco Montoro (code IATA : GRU • code OACI : SBGR) est un aéroport brésilien situé à Guarulhos, dans l'État de São Paulo. Inauguré le 20 janvier 1985, il réalise actuellement plus de 30 % du trafic aérien du Brésil avec plus de 270 000 mouvements d'aéronefs.
L'aéroport a une superficie de plus de 1 400 hectares, dont plus de 500 en zone urbaine. Il dessert notamment la ville de São Paulo, dont le centre est distant de 25 km. Avec plus de 42 millions de passagers en 2018, c'est le premier aéroport d'Amérique du Sud et la première porte d'entrée du pays, loin devant l'aéroport de São Paulo/Congonhas et l'aéroport international de Brasília, respectivement deuxième et troisième aéroports brésiliens par trafic de passagers.
La Ligne 13-Jade du Transport ferroviaire dans l'État de São Paulo connecte l'aéroport via la station Aeroporto-Guarulhos. Un seul titre de transport donne accès à toutes les lignes du système du Métro de São Paulo. Cette ligne a commencé ses opérations le 31 mars 2018. Cela fait de l'aéroport international de São Paulo/Guarulhos (GRU) le premier parmi les grands hubs aéroportuaires sud-américains (tels que Buenos Aires-Ezeiza, Santiago du Chili, Lima, Bogotá et Rio de Janeiro-Galeão) à disposer d'une connexion ferroviaire directe,,,,,.

## Situation
| \| 200 km1:42 212 000 \| São Paulo-Guarulhos São Paulo-Congonhas Brasília Rio-Galeão Belo Horizonte Campinas Rio-Santos-Dumont Recife Porto Alegre Salvador Fortaleza Curitiba Florianópolis Belém Vitória Goiânia Manaus Navegantes |
| 200 km1:42 212 000 |

## Statistiques
Le graphique qui aurait dû être présenté ici ne peut pas être affiché car il utilise l'ancienne extension Graph, désactivée pour des questions de sécurité. Des indications pour créer un nouveau graphique avec la nouvelle extension Chart sont disponibles ici.

Voir la requête brute et les sources sur Wikidata.

## Compagnies et destinations
| Compagnies                    | Destinations |
| ----------------------------- | --- |
| Aerolíneas Argentinas         | Buenos Aires-J. Newbery, Mendoza-El Plumerillo, Salta, San Miguel de Tucumán (en) En saison: - Buenos Aires-Ezeiza, - Córdoba, - El Calafate, - San Carlos de Bariloche (en), - San Martín de los Andes (Chapelco), - Ushuaïa |
| Aeroméxico                    | Mexico-B. Juárez |
| Air Canada                    | Buenos Aires-Ezeiza, Montréal (P.-E.-Trudeau), Toronto (Pearson) |
| Air Europa                    | Madrid-Barajas |
| Air France                    | Paris-Charles de Gaulle |
| American Airlines             | Dallas-Fort Worth, Miami, New York-John F. Kennedy |
| Andes Líneas Aéreas           | En saison charter: Buenos Aires-Ezeiza, Rosario - îles Malouines (en), San Carlos de Bariloche (en) |
| Arajet                        | Saint-Domingue Las Américas |
| Avianca                       | Bogota-El Dorado |
| Azul Brazilian Airlines       | - Aéroport El Jacuel de Punta del Este (es), - Araxá, - Belo Horizonte, - Cuiabá (en), - Curitiba, - Porto Alegre, - Recife, - Rio de Janeiro/Galeão, - Rio de Janeiro/Santos Dumont |
| Boliviana de Aviación         | Viru Viru En saison: Cochabamba-J. Wilstermann |
| British Airways               | Londres-Heathrow |
| Copa Airlines                 | Panama-Tocumen |
| Delta Air Lines               | Atlanta H.-Jackson, New York-John F. Kennedy |
| Egyptair                      | En saison charter: Le Caire |
| Emirates                      | Dubaï |
| Ethiopian Airlines            | Addis-Abeba Bole, Buenos Aires-Ezeiza |
| Flybondi                      | Buenos Aires-Ezeiza |
| Gol Linhas Aéreas             | - Aracaju (en), - Barcelone-El Prat, - Belém, - Belo Horizonte, - Bogota-El Dorado, - Brasília, - Buenos Aires-J. Newbery, - Buenos Aires-Ezeiza, - Campo Grande, - Cascavel, - Caxias do Sul (en), - Chapecó, - Cuiabá (en), - Curitiba, - Florianópolis, - Fortaleza, - Foz do Iguaçu, - Goiânia, - Ilhéus (en), - João Pessoa, - Juazeiro do Norte, - Londrina, - Maceió, - Manaus, - Maringá, - Mendoza-El Plumerillo, - Montes Claros (en), - Montevideo Carrasco, - Natal, - Navegantes, - Palmas (en), - Passo Fundo (en), - Pelotas, - Petrolina, - Porto Alegre, - Porto Seguro (en), - Presidente Prudente, - Punta Cana, - Recife, - Rio de Janeiro/Galeão, - Rosario - îles Malouines (en), - Salvador de Bahia, - Viru Viru, - Santo Ângelo, - Sinop, - Teresina, - Uberlândia, - Vitória, - Vitória da Conquista En saison : Córdoba, Jericoacoara (en) |
| Iberia                        | Madrid-Barajas |
| ITA Airways                   | Rome Léonard-de-Vinci/Fiumicino |
| JetSmart Chili                | Santiago du Chili-A.-M.-Benítez |
| KLM                           | Amsterdam |
| LATAM Brasil                  | - Aracaju (en), - Barcelone-El Prat, - Belém, - Belo Horizonte, - Bogota-El Dorado, - Boston Logan, - Brasília, - Buenos Aires-J. Newbery, - Buenos Aires-Ezeiza, - Campo Grande, - Cascavel, - Caxias do Sul (en), - Chapecó, - Cuiabá (en), - Curitiba, - Florianópolis, - Fortaleza, - Foz do Iguaçu, - Francfort, - Goiânia, - Ilhéus (en), - Imperatriz, - Jaguaruna, - Jericoacoara (en), - João Pessoa, - Johannesbourg OR Tambo, - Joinville (en), - Juazeiro do Norte, - Lima-J. Chávez, - Lisbonne-H. Delgado, - Londres-Heathrow, - Londrina, - Los Angeles, - Maceió, - Madrid-Barajas, - Manaus, - Maringá, - Mendoza-El Plumerillo, - Mexico-B. Juárez, - Miami, - Milan-Malpensa, - Montes Claros (en), - Montevideo Carrasco, - Natal, - Navegantes, - New York-John F. Kennedy, - Orlando, - Palmas (en), - Passo Fundo (en), - Petrolina, - Porto Alegre, - Porto Seguro (en), - Porto Velho (en), - Recife, - Rio de Janeiro/Galeão, - Rio de Janeiro/Santos Dumont, - Rome Léonard-de-Vinci/Fiumicino, - Salvador de Bahia, - Santiago du Chili-A.-M.-Benítez, - São José do Rio Preto (en), - São Luís, - Sinop, - Teresina, - Uberlândia, - Vitória, - Vitória da Conquista En saison : Caldas Novas (en) En saison charter: San Carlos de Bariloche (en) |
| LATAM Chile                   | Paris-Charles de Gaulle, Santiago du Chili-A.-M.-Benítez |
| LATAM Paraguay                | Asuncion-S.-Pettirossi |
| LATAM Perú                    | Lima-J. Chávez |
| Lufthansa                     | Francfort |
| Norwegian Air Argentina       | Buenos Aires-Ezeiza, |
| Qatar Airways                 | Doha-Hamad |
| Royal Air Maroc               | Casablanca-Mohammed-V |
| Sky Airline                   | Santiago du Chili-A.-M.-Benítez |
| Sky Airline Peru              | Lima-J. Chávez |
| South African Airways         | Johannesbourg OR Tambo, Le Cap |
| Swiss International Air Lines | Buenos Aires-Ezeiza, Zurich |
| TAAG Angola Airlines          | Luanda-Quatro de Fevereiro |
| TAP Air Portugal              | Lisbonne-H. Delgado, Porto-F. Sá-Carneiro |
| Turkish Airlines              | Buenos Aires-Ezeiza, Istanbul |
| United Airlines               | Chicago-O'Hare, Houston-George Bush, Newark-Liberty, Washington-Dulles |
| Voepass Linhas Aéreas         | Ribeirão Preto (en) |

Édité le 15/08/2019  Actualisé le 23/12/2023

## Infrastructures aéroportuaires
L'aéroport comporte deux pistes parallèles de 3 km et 3,7 km pour les décollages et atterrissages. La construction d'une piste auxiliaire de 2,075 km est en cours d'étude.

Plan de l'aéroport.

L'aéroport est divisé en quatre terminaux.
Le terminal 2 a une superficie d'environ 15,5 ha et est ouvert 24 h/24. Le terminal 3 (d'une capacité de 12 millions de passagers par an) a été achevé en mai 2014, en accueillant ses premiers passagers le 11 en provenance de Francfort. Ces deux terminaux accueillent des vols internationaux, le 3 étant dédié plus spécifiquement aux longs/très longs courriers (il est destiné au départ aux membres de Star Alliance).
Le terminal 1, beaucoup plus modeste (seulement 5,5 millions de passagers par an), est un peu à l'écart et dédié aux vols internes.